# Anfinome (figlia di Pelia)
Anfinome (in greco antico: Ἀμφινόμη?, Amphinómē) era un personaggio della mitologia greca, figlia di Pelia e sorella di Evadne ed Alcesti (dette Peliadi) e di Acasto.

## Mitologia
Pelia, nell'intento di per consolidare il proprio potere nel regno, aveva catturato il fratellastro Esone e sua moglie Polimela chiedendo poi al loro figlio Giasone di recuperare il vello d'oro come condizione per liberarli. 
In realtà il re non aspettò tanto e li uccise subito.
La sposa di Giasone, Medea, vendicò da sola il torto subito riuscendo a convincere Anfinome e le sorelle (Evadne ed Alcesti), a fare a pezzi il proprio padre, sicure di compiere un rito che gli serviva per diventare giovane di nuovo.